# Fédération égyptienne des échecs
La Fédération égyptienne des échecs est une association affiliée à la Fédération internationale des échecs (FIDE), qui a pour but de favoriser, de contrôler et de diriger la pratique du jeu d'échecs sur le territoire égyptien. Elle organise chaque année des championnats dans de nombreuses catégories.
Cette fédération est la plus performante du continent africain, de nombreux forts joueurs africains sont Égyptiens, comme Ibrahim Hasan Labib, Bassem Amin, Ahmed Adly, et les féminines Mona Khaled et Shrook Wafa, tous les cinq champions d'échecs d'Afrique. 

## Organisation
Le président de la fédération est Ahmed Kamal. Le siège de la fédération est au Caire.